# 395 Delia
395 Delia là một tiểu hành tinh lớn ở vành đai chính. Nó được Auguste Charlois phát hiện ngày 30.11.1894 ở Nice và được đặt theo tên Delia, tên khác của nữ thần Artemis trong thần thoại Hy Lạp.